# Persönlicher Feiertag
Der Persönliche Feiertag, rechtssprachlich einseitiger Urlaubsantritt, ist ein spezieller Urlaubstag in Österreich.
Er wurde 2019 nach einer Karfreitagsurteil genannten Entscheidung des Europäischen Gerichtshofs (EuGH) eingeführt und kann einseitig vom Arbeitnehmer wahrgenommen werden.

## Hintergrund
In Österreich galt der Karfreitag  nur für Angehörige der Evangelischen Kirchen (A.B. und H.B., Lutheraner und Reformierte), der Altkatholischen und der evangelisch-methodistischen Kirche als ein gesetzlicher Feiertag, weil er der bedeutendste kirchliche Festtag dieser Konfessionen ist. Diese religiösen Minderheiten im sonst überwiegend katholischen Österreich hatten damit einen Feiertag mehr als die 13 allgemein geltenden kirchlichen Termine. Jene beruhen – was die Republik Österreich betrifft – primär auf dem Konkordat mit dem Heiligen Stuhl von 1934. Weitere Feiertage, darunter auch der besagte Karfreitag, sind hingegen in den Kollektivverträgen festgelegt, die zwischen den Sozialpartnern (hauptsächlich den Arbeitgeber- und Arbeitnehmervertretungen) vereinbart werden.
Im Jänner 2019 entschied der Europäische Gerichtshof in Luxemburg, dass diese Regelung gegen den Grundsatz des Diskriminierungsverbotes aufgrund der Religion verstoße und damit unzulässig sei.

### Das Karfreitagsurteil des EuGH
Mit Unterstützung der Arbeiterkammer hatte ein konfessionloser Arbeitnehmer geklagt, der am Karfreitag arbeiten musste, im Gegensatz zu den durch die Karfreitagsregelung begünstigten Kollegen aber keinen Feiertagszuschlag erhalten hatte. Das Oberlandesgericht Wien hatte dem Mann zuvor einen entsprechenden Anspruch zugestanden, wogegen der Arbeitgeber vor dem Obersten Gerichtshof (OGH) Berufung eingelegt hatte. Dieser hatte die Frage dem EuGH zur Entscheidung vorgelegt (Vorabentscheidungsersuchen März 2017).
Der EuGH hat am 22. Jänner 2019 mit dem Urteil C-193/17 entschieden, dass die Gewährung eines bezahlten Feiertags am Karfreitag in Österreich allein für diejenigen Arbeitnehmer, die bestimmten Kirchen angehören, eine laut Gleichbehandlungsrahmenrichtlinie (2000/78/EG) unionsrechtlich verbotene unmittelbare Diskriminierung wegen der Religion für diejenigen darstellt, die einer anderen Glaubensgemeinschaft angehören oder konfessionslos sind (§ 69 C-193/17).
Der EuGH konnte nicht erkennen, dass eine notwendige Maßnahme zur Wahrung der Rechte und Freiheiten anderer (im Sinne des Art. 2 Abs. 5 2000/78) noch eine spezifische Maßnahmen zum Ausgleich von Benachteiligungen wegen der Religion (im Sinne des Art. 7 Abs. 1 2000/78) darstellen würde (§ 69 C-193/17). Das Gericht hat dabei herausgestellt, dass nach der seinerzeit geltenden Regelung im Arbeitsruhegesetz ein Arbeitnehmer keine bestimmte religiöse Pflicht an diesem Tag erfüllen muss, sondern dass es bereits ausreichend ist, wenn er Mitglied einer der privilegierten Kirchen ist (§ 46 C-193/17). Evangelische, Methodisten wie auch Altkatholiken sind in Österreich auch Gruppen ohne sonderliche Minderheitenauffälligkeiten. Dass es sich um keinen ausdrücklichen Minderheitenschutz handelt, sei daran festzumachen, dass der Feiertag nicht gesetzlich geregelt war, sondern kollektivvertraglich, also „hauptsächlich mittels einer Fürsorgepflicht der Arbeitgeber gegenüber ihren Beschäftigten“ (§ 60 C-193/17).

## Rechtliche Regelungen zum persönlichen Feiertag
Die Neuregelung wurde als § 7a Arbeitsruhegesetz (ARG) Einseitiger Urlaubsantritt („persönlicher Feiertag“) mit dem BGBl. I Nr. 22/2019 eingeführt.
Der Arbeitnehmer kann einen Tag des zustehenden Urlaubs (5 Wochen, bei lange dauernden Dienstverhältnissen 6 Wochen) einmal pro Urlaubsjahr dadurch unabhängig bestimmen, indem er ihn als persönlichen Feiertag deklariert. Falls der Arbeitgeber die Arbeitsleistung an dem bekannt gegebenen Tag aus betrieblichen Gründen für erforderlich hält, kann er den Arbeitnehmer dann allenfalls nur „ersuchen“ (Wortlaut § 7a Abs. 2 ARG), an diesem Tag trotzdem zur Arbeit zu kommen, hat aber keine Möglichkeit, den Urlaubsantritt des Mitarbeiters abzulehnen oder zu verhindern.
Folgt der Arbeitnehmer dem Ersuchen, hat er Anspruch auf das Entgelt für die gearbeiteten Stunden und zusätzlich das Urlaubsentgelt. Es wird dann auch kein Urlaubstag aus dem bestehenden Urlaubsanspruch abgezogen, das Recht eines persönlichen Feiertags ist für dieses konkrete Urlaubsjahr dann aber verbraucht („das doppelte Entgelt konsumiert das Bestimmungsrecht“, § 7a Abs. 2 ARG).
Der Anspruch steht grundsätzlich jedem Arbeitnehmer zu
, für den das ARG gilt, also (vgl. §1, Abs. 2) u. a. nicht öffentlich Bediensteten. Die Bekanntgabe muss schriftlich drei Monate im Voraus mit Originalunterschrift erfolgen. Dabei ist keinerlei Angabe von Gründen notwendig, es müssen nicht einmal speziell religiöse Gründe vorliegen.
Durch das Karfreitagsurteil wurden – neben den im BGBl. I Nr. 22/2019 explizit novellierten Gesetzen (insbesondere Arbeitsruhegesetz, Landarbeitsgesetz und Land- und Forstarbeiter-Dienstrechtsgesetz) – auch alle entsprechenden Regelungen der General- und Branchenkollektivverträge unwirksam und werden von der Neuregelung ohne Nachwirkung abgelöst.

## Diskussion und Rezeption
Es stand zur Diskussion, den Karfreitag zu einem Feiertag für alle zu machen, eventuell unter Abtausch des Pfingstmontags, eines Feiertags, der nicht durch das Konkordat geregelt ist. Kurzfristig beschloss der Nationalrat am 27. Februar 2019 aber, den Feiertag gänzlich abzuschaffen.
Eine vorbildhafte ähnliche Regelung der Einseitigkeit gilt bisher auch schon für Urlaub, der für die Pflege eines erkrankten, im gemeinsamen Haushalt lebenden bis 12 Jahre alten Kindes angetreten wird, weil der Anspruch auf Pflegefreistellung bereits verbraucht ist.
Kritik kam gleich bei Beschlussfassung von Arbeitsrechtsexperten, da dies ihrer Meinung einen Eingriff in den Generalkollektivvertrag darstellen würde. Die Angelegenheit stellt auch insofern einen Präzedenzfall dar, weil die Tarifautonomie der Sozialpartner verfassungsrechtlich geschützt ist, und bisher noch keine österreichische Regierung bei dieser interveniert hatte.  Dazu gibt es zwei Lehrmeinungen, zum einen, die europarechtliche Entscheidung würde den Eingriff rechtfertigen, zum anderen, die Regierung hätte es den Sozialpartnern überlassen müssen, das EU-Recht umzusetzen.
Nach Einführung hielt sich das Interesse an der Wahrnehmung des Rechts auf den freien Karfreitag in Grenzen.

### Weitergehende Folgen des Karfreitagsurteils
Aus dem EuGH-Entscheid folgt auch, dass Kollektivverträge in Zukunft keinerlei konfessionsgebundenen Sonderbestimmungen mehr über den Karfreitag festlegen dürfen.
Betroffen von dieser Regelung könnte auch der für die Israelitische Religionsgemeinschaft – ebenfalls kollektivvertraglich – geltende jüdische Feiertag Jom Kippur (beweglich, 2019: 9. Oktober) sein. 
Beim Verfahren vor dem EuGH war neben Kläger und beklagter Firma auch die Europäische Kommission, die österreichische, die italienische und auch die polnische Regierung beteiligt. Die polnische Regierung vertrat dabei die Meinung, „dass der EuGH überhaupt nicht zuständig sei, in dieser Frage zu entscheiden, da kein Unionsrecht betroffen sei.“ Der EuGH hingegen entschied, der Fall betreffe die Gleichbehandlungsrahmenrichtlinie ebenso wie die Charta der Grundrechte der Europäischen Union, nämlich Art. 21 Gleichbehandlung in Beschäftigung und Beruf.
Es wird angenommen, dass das EuGH-Urteil europaweite Konsequenzen hat und Feiertage nur für bestimmte religiöse Gruppen nicht mehr als gemeinschaftlich gesetzeskonform gelten. Inwieweit das österreichische Modell des persönlichen Feiertags als Umsetzung einer dezidierten Gleichbehandlung – durch das Recht der freien Wahl des Einzelnen anstelle einer staatlichen Festlegung – Vorbildwirkung hat, ist noch unklar.